# San Andrés Duraznal
San Andrés Duraznal est une municipalité du Chiapas, au Mexique. Elle couvre une superficie de 29,9 km2 et compte 5 163 habitants en 2015.